# Guillermo Ragazzone
Guillermo Ragazzone Lorenzana (ur. 5 stycznia 1956) – salwadorski piłkarz grający na pozycji napastnika.

## Kariera klubowa
W czasie kariery piłkarskiej Guillermo Ragazzone występował w salwadorskich klubach Atlético Marte San Salvador i Cojutepeque F.C. Z Atletico Marte zdobył Mistrzostwo Salwadoru w 1981, 1982, 1985 oraz był finalistą Pucharu Mistrzów CONCACAF w 1981 roku.

## Kariera reprezentacyjna
Guillermo Ragazzone Lorenzana występował w reprezentacji Salwadoru w latach osiemdziesiątych. W 1982 uczestniczył w Mundialu w Hiszpanii, na którym był rezerwowym i nie wystąpił w żadnym spotkaniu. W 1989 uczestniczył eliminacjach do Mistrzostw Świata 1990.